# International Motorsports Hall of Fame
International Motorsports Hall of Fame (dosł. pol. Międzynarodowa Galeria Sław Motorsportu) – organizacja zajmująca się upamiętnianiem wielkich ludzi sportów motorowych. Nie tylko kierowców ale także inżynierów, właścicieli zespołów, wizjonerów. Ludzi którzy tworzyli historię.
Organizacja została założona w 1982 roku. Siedziba znajduje się w Talladega, Alabama.

## Osoby

### Rok 1990
- William "Bill" France, Sr.
- Buck Baker
- Jack Brabham
- Sir Malcom Campbell
- Jim Clark
- Mark Donohue
- Juan Manuel Fangio
- Dan Gurney
- Graham Hill
- Tony Hulman
- Junior Johnson
- Parnelli Jones
- Stirling Moss
- Barney Oldfield
- Lee Petty
- Glenn "Fireball" Roberts
- Jackie Stewart
- Mickey Thompson
- Bobby Unser
- Smokey Yunick

### Rok 1991
- Tony Bettenhausen
- Ralph DePalma
- Tim Flock
- Phil Hill
- Ned Jarrett
- Fred Lorenzen
- Bruce McLaren
- Wilbur Shaw
- Carroll Shelby
- Bill Vukovich

### Rok 1992
- Alberto Ascari
- Louis Chevrolet
- Andy Granatelli
- Peter Gregg
- Louis Meyer
- Wally Parks
- Eddie Rickenbacker
- Kenny Roberts
- Curtis Turner
- Rodger Ward

### Rok 1993
- Bobby Allison
- George Bignotti
- Henry Ford
- Al Holbert
- Niki Lauda
- Rex Mays
- David Pearson
- Cale Yarborough

### Rok 1994
- Colin Chapman
- Enzo Ferrari
- Tiny Lund
- John Marcum
- Ralph Moody
- Benny Parsons
- Mauri Rose
- Herb Thomas
- Joe Weatherly

### Rok 1995
- Nikt

### Rok 1996
- Richie Evans
- Donald Healey
- Bobby Isaac
- Ferdinand Porsche
- Johnny Rutherford
- John Surtees

### Rok 1997
- Buddy Baker
- Ralph Earnhardt
- Don Garlits
- Jim Hall
- Rick Mears
- Richard Petty

### Rok 1998
- Davey Allison
- Rudolph Caracciola
- Banjo Matthews
- Tazio Nuvolari
- Roger Penske
- Al Unser Sr.

### Rok 1999
- Alain Prost
- Wendell Scott
- Louise Smith

### Rok 2000
- Mario Andretti
- Craig Breedlove
- Nelson Piquet
- Don Prudhomme
- Ayrton Senna

### Rok 2001
- Neil Bonnett
- Jimmy Bryan
- Mike Hailwood
- Fred Offenhauser
- Ken Miles

### Rok 2002
- Ettore Bugatti
- Denny Hulme
- Cale Yarborough
- Alan Kulwicki
- Tim Richmond
- Glen Wood

### Rok 2003
- Briggs Cunningham
- Emerson Fittipaldi
- A.J. Foyt
- Ray Fox
- Mel Kenyon
- A.J. Watson

### Rok 2004
- Charles "Red" Farmer
- William "Bill" France, Jr.
- Harry Hyde
- Shirley MulDowney
- Bill Muncey
- Bobby Rahal

### Rok 2005
- Joe Amato
- Chip Hanauer
- Bob Glidden
- Nigel Mansell
- Darrell Waltrip

### Rok 2006
- Dale Earnhardt
- Harry Gant
- Janet Guthrie
- Jack Roush
- H.A. "Humpy" Wheeler

### Rok 2007
- Junie Donlavey
- Ray Hendrick
- Jack Ingram
- Warren Johnson
- Wayne Rainey
- Bruton Smith

### Rok 2008
- Art Arfons
- Robert "Red" Bryon
- Bill "Grumpy" Jenkins
- Frank Kurtis
- Everett "Cotton" Owens
- Ralph Seagraves

### Rok 2009
- J. C. Agajanian
- Donnie Allison
- Jerry Cook
- Bud Moore
- Raymond Parks

### Rok 2011
- John Holman
- Jan Opperman
- Maurice Petty
- Brian Redman
- Rex White

### Rok 2012
- Kenny Bernstein
- Richard Childress
- John Force

### Rok 2013
- Rick Hendrick
- Dale Inman
- Don Schumacher
- Rusty Wallace